# Adelberg
Adelberg è un comune tedesco di 2 042 abitanti, situato nel land del Baden-Württemberg.